# Fietta Jarque
 (août 2022).
La mise en forme du texte ne suit pas les recommandations de Wikipédia : il faut le « wikifier ».
Les points d'amélioration suivants sont les cas les plus fréquents. Le détail des points à revoir est peut-être précisé sur la page de discussion.
- Les titres sont pré-formatés par le logiciel. Ils ne sont ni en capitales, ni en gras.
- Le texte ne doit pas être écrit en capitales (les noms de famille non plus), ni en gras, ni en italique, ni en « petit »…
- Le gras n'est utilisé que pour surligner le titre de l'article dans l'introduction, une seule fois.
- L'italique est rarement utilisé : mots en langue étrangère, titres d'œuvres, noms de bateaux, etc.
- Les citations ne sont pas en italique mais en corps de texte normal. Elles sont entourées par des guillemets français : « et ».
- Les listes à puces sont à éviter, des paragraphes rédigés étant largement préférés. Les tableaux sont à réserver à la présentation de données structurées (résultats, etc.).
- Les appels de note de bas de page (petits chiffres en exposant, introduits par l'outil «  Source ») sont à placer entre la fin de phrase et le point final[comme ça].
- Les liens internes (vers d'autres articles de Wikipédia) sont à choisir avec parcimonie. Créez des liens vers des articles approfondissant le sujet. Les termes génériques sans rapport avec le sujet sont à éviter, ainsi que les répétitions de liens vers un même terme.
- Les liens externes sont à placer uniquement dans une section « Liens externes », à la fin de l'article. Ces liens sont à choisir avec parcimonie suivant les règles définies. Si un lien sert de source à l'article, son insertion dans le texte est à faire par les notes de bas de page.
- La présentation des références doit suivre les conventions bibliographiques. Il est recommandé d'utiliser les modèles {{Ouvrage}}, {{Chapitre}}, {{Article}}, {{Lien web}} et/ou {{Bibliographie}}. Le mode d'édition visuel peut mettre en forme automatiquement les références.
- Insérer une infobox (cadre d'informations à droite) n'est pas obligatoire pour parachever la mise en page.

Pour une aide détaillée, merci de consulter Aide:Wikification.
Si vous pensez que ces points ont été résolus, vous pouvez retirer ce bandeau et améliorer la mise en forme d'un autre article.
Fietta Jarque Krebs, (Lima, Pérou) est une journaliste, écrivaine et critique d'art péruvienne résidant en Espagne depuis 1984. Elle a développé sa carrière professionnelle dans le quotidien El País comme rédactrice et critique d'art dans la section de Culture. Elle a été commissaire de diverses expositions et a contribué à la diffusion et reconnaissance de l'art péruvien en Espagne.

## Biographie
Fietta Jarque rédactrice  et critique d'art dans la section de Culture du quotidien espagnol El País, a eu à sa charge les pages d'art du supplément Babelia pendant plus d'une décennie. Sur le site internet de ce journal, il y a une liste complète de tous les articles écrits par Jarque.

## Livres
En 1998, elle publie son premier roman Yo me perdono (Je me pardonne) aux éditions Alfaguara. Un roman autour de la magie de la construction de l'église de Andahuaylillas (Cusco) au XVIIe siècle. Dans le roman, Jarque tente de démêler le choc des cultures et des coutumes qui ont coexisté au Pérou.
Elle est l'auteur du livre Cómo piensan los artistas (Comment pensent les artistes), qui réunit 50 entretiens avec des artistes contemporains internationaux, publié aux éditions FCE en 2015.
En 2016, elle collabore à la rédaction de La vida sin dueño (la vie sans propriétaire), mémoires du peintre Fernando de Szyszlo (éditions Alfaguara).

## Commissariat d'expositions
Depuis 2012 elle a organisé plusieurs expositions au Musée d'Art Contemporain de Lima (MAC Lima) dont, entre autres, l'exposition Baldomero Pestana, Portraits Péruviens au MAC Lima.
En 2019, le Pérou était le pays invité de la foire d'art contemporain de Madrid ARCO. Pour cet événement international, Jarque organise à la demande du Ministère de la Culture du Pérou un programme d’expositions parallèles sur l’art au Pérou couvrant une longue période de l'histoire puisqu’elle commence il y a deux mille ans et se termine avec l’art contemporain d’aujourd’hui. Dans cette grande rétrospective, elle montre comment les artistes péruviens actuels font référence à leur histoire et à leurs particularités sociales concernant l'art, dans certains cas à leur passé millénaire. Dans un entretien pour ABC Cultural, le supplément hebdomadaire consacré à la culture du quotidien espagnol ABC, elle rend compte de la nécessité de diffuser l’art péruvien sur la plate-forme internationale créée autour de ARCO,.

## Maison d’édition numérique
Jarque, afin de diffuser la culture péruvienne, crée une maison d’édition pour promouvoir les auteurs péruviens, tant classiques  que contemporains, moyennant la création  d'une librairie généraliste spécialisée dans les auteurs et les livres péruviens. Après avoir travaillé plus de trente ans comme rédactrice dans les pages culturelles d'El País et du supplément Babelia, elle décide d'apporter son expérience et de créer au Pérou, en 2012, la maison d’édition numérique, PLibros, complétée par la librairie de livres électroniques, Kiputeca. Cette maison d’édition a pour mission d’éditer en numérique des auteurs péruviens tant classiques que déjà reconnus qui n’ont pas eu une distribution et une diffusion suffisantes.